# Austrocheirus
Austrocheirus (лат., буквально: южные руки) — род тероподных динозавров из надсемейства Abelisauroidea, живших в позднем меловом периоде (около 71—65 миллионов лет назад) на территории нынешней Южной Америки. Представлен единственным видом — Austrocheirus isasii. Описан в 2010 году под руководством M.D. Ezcurra, F. Agnolin и F. Novas.

## Этимология
Название Austrocheirus isasii образовано от латинского «australis» — южный и греческого «cheirus» — означающее кисти рук, видовое название дано в честь Марсело Пабло Исасии, который подготовил большую часть окаменелостей.

## История изучения
Окаменелости были найдены в 2002 году в формации Пари Айке (Pari Aike) в юго-западной части Патагонии, Аргентина, которая относится ко времени маастрихта. Были найдены окаменелости одной особи, остатки которой состояли из костей голени, кистей лап.

## Классификация
Кладистической анализ M. D. Ezcurra и его коллег в 2010 году показал, что Austrocheirus занимает базальное положение в семействе Abelisauroidea.